# Nikolai Pawlowitsch Ljakischew
Nikolai Pawlowitsch Ljakischew (russisch Николай Павлович Лякишев; * 5. Oktober 1929 im Rajon Pokrowskoje, Oblast Orjol; † 18. November 2006 in Moskau) war ein russischer Metallurg und Metallkundler.

## Leben
Ljakischew studierte am Moskauer Institut für Stahl und Legierungen (MISiS) mit Abschluss 1954. Anschließend arbeitete er als wissenschaftlicher Mitarbeiter im Zentralen Bardin-Forschungsinstitut für Stahlmetallurgie. Seine Arbeitsschwerpunkte waren physikalisch-chemische und theoretische Untersuchungen der metallurgischen Prozesse sowie die Technologien neuer Stähle und Legierungen. Er entwickelte eine Theorie der selektiven Oxidation und des Oxidwachstums auf vielkomponentigen Legierungen sowie der chemischen Wechselwirkung der Komponenten bei hohen Temperaturen im festen, flüssigen und gasförmigen Zustand. Er initiierte die Direktreduktion des Eisens. Auf seiner Arbeit beruhte ein neues Verfahren zur Produktion von Vanadium(V)-oxid.
1987 wurde Ljakischew Direktor des Baikow-Instituts für Metallurgie. Auch wurde er 1987 Wirkliches Mitglied der Akademie der Wissenschaften der UdSSR (ab 1991 Russische Akademie der Wissenschaften (RAN)) und leitete dort den Rat für Nanomaterialien und Nanotechnologie in Moskau. Ljakischew führte seine metallurgischen Untersuchung fort. Neben seinen vielen Veröffentlichungen gab er die dreibändige Sammlung der binären Phasendiagramme heraus.
Ljakischew wurde Ehrenmitglied der Akademie der Wissenschaften der Republik Baschkortostan (1991), Mitglied der Chinesischen Ingenieursakademie und Mitglied der Nationalen Akademie der Wissenschaften der Ukraine.
Ljakischews Grabdenkmal steht auf dem Moskauer Friedhof Trojekurowo.

## Ehrungen
- Staatspreis der UdSSR (1970)
- Leninpreis (1976)
- Leninorden
- Orden des Roten Banners der Arbeit
- Preis der Regierung der Russischen Föderation
- Demidow-Preis (2005)[2]